# Avolasca
Avolasca é uma comuna italiana da região do Piemonte, província de Alexandria, com cerca de 280 habitantes. Estende-se por uma área de 12,29 km², tendo uma densidade populacional de 23 hab/km². Faz fronteira com Casasco, Castellania, Costa Vescovato, Garbagna, Montegioco, Montemarzino.

## Demografia
| Variação demográfica do município entre 1861 e 2011                               |
|                                                                                   |
| Fonte: Istituto Nazionale di Statistica (ISTAT) - Elaboração gráfica da Wikipedia |